# Lennart Sacrédeus
Lennart Sacrédeus (ur. 17 czerwca 1957 w Ronneby) – szwedzki polityk, parlamentarzysta krajowy, od 1999 do 2004 poseł do Parlamentu Europejskiego.

## Życiorys
Pracował jako nauczyciel i dziennikarz, działał także w samorządzie lokalnym. W wyborach w 1999 z ramienia Chrześcijańskich Demokratów uzyskał mandat posła do Europarlamentu V kadencji. Należał do grupy chadeckiej, pracował m.in. w Komisji Zatrudnienia i Spraw Socjalnych. W PE zasiadał do 2004.
W latach 2006–2010 zasiadał w szwedzkim Riksdagu. Utożsamiany z tradycyjnie konserwatywnym skrzydłem partii chadeckiej. W 2009 miał kandydować z czołowego miejsca na liście wyborczej do Europarlamentu (wygrał partyjne głosowanie sondażowe), jednak nie zgodziły się na to władze jego ugrupowania, motywując to skrajnymi poglądami kandydata w kwestiach światopoglądowych.